# Jilin 1

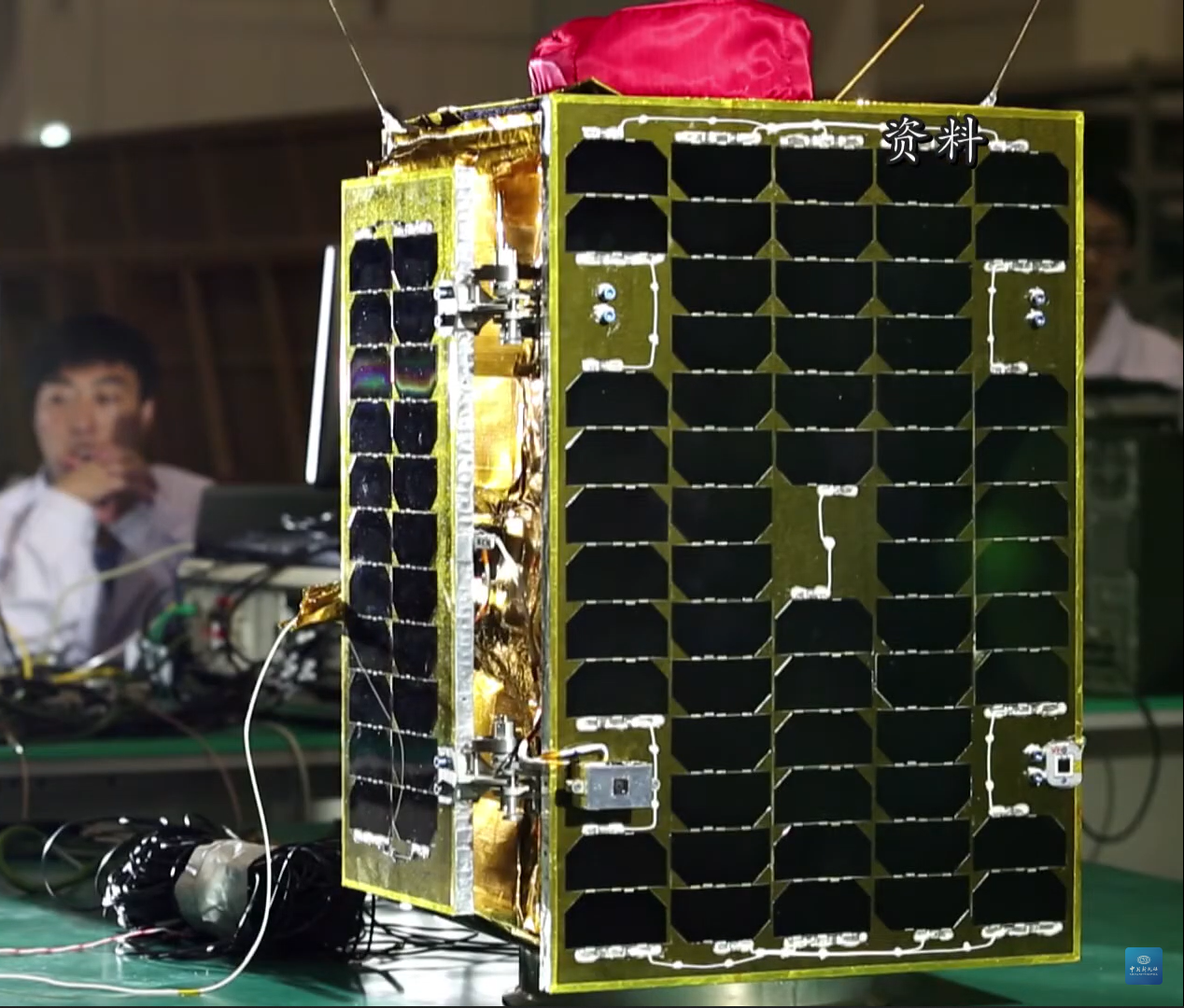

Jilin 1 (chinesisch 吉林一号) ist eine Serie von kommerziellen Erdbeobachtungssatelliten aus China. Der Name Jilin leitet sich von der nordostchinesischen Provinz ab – die Satelliten werden von der Chang Guang Satellitentechnik GmbH gebaut, einer Ausgründung des Changchuner Instituts für Optik, Feinmechanik und Physik der Chinesischen Akademie der Wissenschaften.

## Jilin 1 SP01
Jilin 1 SP01 (für Shipin bzw. „Video“) wurde am 7. Oktober 2015 um 04:13 UTC mit einer Trägerrakete vom Typ Langer Marsch 2D vom Kosmodrom Jiuquan zusammen mit Jilin 1 SP02, Jilin 1 GXA und Jilin LQSat in eine sonnensynchrone Umlaufbahn gebracht. Die vier Satelliten zusammen wurden auch als Jilin-1-Satellitengruppe bezeichnet. Der dreiachsenstabilisierte Jilin 1 GXA (für Guangxue A bzw. „Optik A“) ist mit einer panchromatischen Kamera mit 0,72 m Auflösung und einer Multispektralkamera mit einer Auflösung von 2,88 m mit einer Schwadbreite von 11,6 km ausgerüstet und liefert hochauflösende Bilder für kommerzielle Zwecke. Der Satellit kann Bilder in einem Winkel von 45° zur Senkrechten aufnehmen. Die Energieversorgung übernehmen drei Solarzellenpaneele.

## Spätere Satelliten
Ab 2019 wurden die Jilin-1-Satelliten mit Geräten zur Datenverarbeitung direkt an Bord ausgerüstet. Der Kunde muss nicht mehr Bilder anfordern, darauf warten, dass der Satellit diese aufnimmt und zur Erde funkt, wo diese verarbeitet und analysiert werden – ein Vorgang, der oft mehrere Stunden dauert – sondern bekommt die relevanten Informationen direkt auf sein Mobiltelefon geschickt. So können zum Beispiel die am 21. Januar 2019 gestarteten Hyperspektralsatelliten mittels Analyse der von ihnen jede Sekunde im thermischen Infrarotbereich aufgenommenen Bilder selbstständig die Brandherde von Waldbränden lokalisieren und über den Kurznachrichtendienst des Beidou-Systems an die örtliche Feuerwehr melden. Bei einem Test am 21. März 2019 wurden in einem Gebiet von 500 km² am Oberlauf des Mekong in der Provinz Yunnan mehrere Brandherde entdeckt. Um 13:15:00 Ortszeit begann der Test, um 13:15:13 hatte die Feuerwehr die Informationen, die sich im weiteren Verlauf als korrekt herausstellten.
Der am 30. April 2022 gestartete Jilin 1 Gaofen 04A war eine Sonderanfertigung der Chang Guang GmbH, bei der kein standardisierter Satellitenbus verwendet wurde.
Er besaß ein hohes Maß an Autonomie und konnte von einem festen Orbit aus eigenständig Ziele suchen und fotografieren. Die Auflösung der Kamera betrug 50 cm, die Schwadbreite 15 km.
Am 8. Mai 2020 unterzeichnete die Chang Guang GmbH ein Übereinkommen mit der Tianjiner Yunyao Raumfahrttechnik GmbH (天津云遥宇航科技有限公司), für jene Firma auf 23 ihrer Erdbeobachtungssatelliten Geräte zur Radiookkultationsmessung von Navigationssatellitensignalen mitzuführen, die Yunyao zum Zwecke der Wettervorhersage nutzen wollte.
Später wurden dann auch Geräte für GNSS-R mitgeführt, eine Methode, bei der von reflektierenden Oberflächen wie Ozeanen oder Eis ins All zurückgeworfene Navigationssatellitensignale empfangen und für die Wettervorhersage ausgewertet werden.
Seit dem 10. August 2022 tragen derartige Mehrzwecksatelliten neben der Jilin-Bezeichnung den Beinamen „Yunyao“ oder „Tianjin Binhai“ mit einer eigenen Seriennummer.
Am 9. Dezember 2022 wurde mit einer kommerziellen Jielong-3-Feststoffrakete erstmals ein Satellit vom Typ „Jilin 1 Pingtai 01A“ (“吉林一号”平台01A) gestartet. Hierbei handelt es sich um eine vielseitig einsetzbare Cubesat-Plattform („Pingtai“ bedeutet „Plattform“) mit einer Gesamtmasse von 20 kg. Abhängig von der jeweils eingebauten Nutzlast kann die dreiachsenstabilisierte Plattform für Fernerkundung, Kommunikation oder Navigation verwendet werden.
Als Bordrechner verwendet die Plattform den vom Forschungszentrum für intelligente Computer (智能计算机研究中心) des Instituts für Rechnertechnik der Chinesischen Akademie der Wissenschaften (中国科学院计算技术研究所) entwickelten „Polarlicht 1000“ (极光1000智能计算机), der 30 Terainstruktionen pro Sekunde (7,5 TeraFLOPS) ausführen kann.
Zum Vergleich: der Spaceborne Computer 2 an Bord der ISS hat eine Rechenleistung von 2 TeraFLOPS.
Generell werden die Satelliten immer leichter. Bereits der am 7. Oktober 2015 gestartete Jilin 1 GXA, der eine Auflösung von 72 cm besaß, wog mit 420 kg weniger als die Hälfte eines traditionellen Erdbeobachtungssatelliten mit gleich guter Optik. Der bei einem Fehlstart der Trägerrakete Ceres-1 am 21. September 2023 verlorengegangene Jilin 1 Gaofen 04B wog bei einer Auflösung von 30 cm etwas über 100 kg, und bei Jilin 1 Gaofen 05A, dem ersten Satelliten der 4. Generation hatte man das Gewicht auf etwas über 40 kg reduziert. Auch der Herstellungspreis sank trotz immer besserer Technik von mehr als 80 Millionen Yuan pro Satellit auf etwas über 8 Millionen. Auch bei den Kuanfu-Breitschwad-Satelliten konnte das Gewicht reduziert werden. Kuanfu-01A wog 1200 kg, Kuanfu-02A, der erste Satellit der zweiten Generation, nur noch 230 kg. Mit einem Tetra-Schiefspiegler-Teleskop erreicht Kuanfu-02A bei einer Schwadbreite von 150 km eine Auflösung von 50 cm.

## Laserkommunikation
Anfang 2020 war man bei der Chang Guang GmbH zu der Erkenntnis gelangt, dass mit der immer höheren Auflösung der Satellitenkameras und der daraus resultierenden großen Datenmengen die Bandbreite bei der Übertragung vom Satelliten zur Erde die Engstelle in der Datenlieferkette darstellte. Anders als die Laser-Kommunikation zwischen Satelliten im All, die mit den am 15. Juni 2023 gestarteten Testsatelliten Pingtai 02A01 und Pingtai 02A02 erprobt wurde, können bei Laserverbindungen zur Erde turbulente Strömungen in der Atmosphäre, Wolkenschichten etc. die Kommunikation stören. Daher entschied man sich dafür, die Bodenstationen mobil auszuführen, um schlechtem Wetter aus dem Weg gehen zu können. Im März 2020 wurden zwei Gruppen von Ingenieuren gebildet, die in wechselweiser Absprache eine fahrzeugmontierte Bodenstation für Laserkommunikation und ein satellitenmontiertes Terminal für Laserkommunikation entwickelten, letzteres in Zusammenarbeit mit der Pekinger Rong Wei Technologie GmbH (北京融为科技有限公司)
Am 8. April 2023 fand ein waagrechter Test auf dem Boden statt, bei dem über eine Entfernung von 500 m eine Datenübertragung in beide Richtungen gelang, vom Satellitenterminal zum Fahrzeugterminal mit einer Datenübertragungsrate von 10 Gbit/s, vom Fahrzeugterminal zum Satellitenterminal mit 10 Mbit/s.
Ein für den Einsatz bestimmtes Exemplar des Satellitenterminals hatte man auf den am 15. Januar 2023 gestartete Technologieerprobungssatelliten Mofang 02A04 montiert („Mofang“ bzw. 魔方 bedeutet „Zauberwürfel“, es ist eine Bezeichnung für Technologieerprobungssatelliten der Firma). Ein grundsätzliches Problem bei dieser Form der Datenübertragung ist, dass während die Kamera des um die Erde kreisenden Satelliten auf das interessierende Objekt ausgerichtet ist, der enge Laserstrahl auf die Bodenstation ausgerichtet bleiben muss, ohne durch die Vibrationen der Lageregelungssysteme abgelenkt zu werden. Bei einem am 14. Juni 2023 zusammen mit dem Institut für Informationsgewinnung durch Luft- und Raumfahrt der Chinesischen Akademie der Wissenschaften durchgeführten Test gelang es, die Laserverbindung für mehr als 100 Sekunden aufrechtzuerhalten und mit einer Datenübertragungsrate von 10 Gbit/s scharfe Bilder von einem Jachthafen und einem Fußballstadion in Doha zur Erde zu senden. Dies war das Zehnfache der von den bisherigen Jilin-1-Satelliten mit traditioneller Mikrowellentechnik erreichten Datenübertragungsrate.
Bei einem weiteren Test am 5. Oktober 2023 arbeitete man mit Laser-Zweiwegekommunikation, es wurden hochauflösende Bilder von jeweils 120 GB von Jachthäfen der Vereinigten Arabischen Emirate übertragen. Bei der Chang Guang GmbH hofft man, die Datenübertragungsrate vom Satelliten zur Erde im weiteren Verlauf auf 40 Gbit/s bis 100 Gbit/s steigern zu können.

## Telemetrie, Bahnverfolgung und Steuerung
Telemetrie, Bahnverfolgung und Steuerung der ersten Satelliten wurde vom Satellitenkontrollzentrum Xi’an der Volksbefreiungsarmee übernommen. Im Jahr 2017 begann man bei der Firma, eine eigene Software für diese Aufgabe zu entwickeln, deren erste Version Ende 2018 online ging. Anfang 2019 begann die Chang Guang GmbH dann als erste kommerzielle Raumfahrtfirma, ihre Satelliten selbst zu betreuen. In dem Maße, wie die Zahl der Satelliten stieg, wurde auch die Überwachungs- und Steuerungstechnik verbessert. Die Bodenstationen wurden so erweitert, dass eine große Menge an Telemetriedaten parallel empfangen, analysiert und visualisiert werden konnte. Die gleichzeitige Bahnverfolgung mehrere Satelliten wurde automatisiert, die Telemetrie- und Steuerungsdaten werden automatisch an Rechner im ganzen Land verteilt bzw. von diesen Rechnern an die Satelliten übertragen.

## Startliste
| Name | Startdatum (UTC)         | Trägerrakete      | Startplatz         | COSPAR                                                                                    | Anmerkungen |
| --- | ------------------------ | ----------------- | ------------------ | ----------------------------------------------------------------------------------------- | ----------- |
| Jilin 1 LQSat Jilin 1 GXA Jilin 1 SP01 Jilin 1 SP02 | 7. Oktober 2015 04:13    | Langer Marsch 2D  | Kosmodrom Jiuquan  | 2015-057A 2015-057D 2015-057B 2015-057C                                                   |             |
| Jilin 1 SP03 | 9. Januar 2017 04:11     | Kuaizhou-1A       | Kosmodrom Jiuquan  | 2017-002B                                                                                 |             |
| Jilin 1 SP04 Jilin 1 SP05 Jilin 1 SP06 | 21. November 2017 04:50  | Langer Marsch 6   | Kosmodrom Taiyuan  | 2017-074A 2017-074B 2017-074C                                                             |             |
| Jilin 1 SP07 Jilin 1 SP08 | 19. Januar 2018 04:12    | Langer Marsch 11  | Kosmodrom Jiuquan  | 2018-008E 2018-008F                                                                       |             |
| Jilin 1 Spectrum-01 Jilin 1 Spectrum-02 | 21. Januar 2019 05:42    | Langer Marsch 11  | Kosmodrom Jiuquan  | 2019-005B 2019-005E                                                                       |             |
| Jilin 1 Gaofen 03A (Jilin-1 High Resolution 03A) | 5. Juni 2019 04:06       | Langer Marsch 11H | Gelbes Meer        | 2019-032 1                                                                                |             |
| Jilin 1 Gaofen 02A | 13. November 2019 03:40  | Kuaizhou-1A       | Kosmodrom Jiuquan  | 2019-075A                                                                                 |             |
| Jilin 1 Gaofen 02B | 7. Dezember 2019 02:55   | Kuaizhou-1A       | Kosmodrom Taiyuan  | 2019-086A                                                                                 |             |
| Jilin 1 Kuanfu-01A | 15. Januar 2020 02:53    | Langer Marsch 2D  | Kosmodrom Taiyuan  | 2020-003A                                                                                 |             |
| Jilin 1 Gaofen 02E | 10. Juli 2020 04:17      | Kuaizhou-11       | Kosmodrom Jiuquan  | –                                                                                         | Fehlstart   |
| Jilin 1 Gaofen 02C | 12. September 2020 05:02 | Kuaizhou-1A       | Kosmodrom Jiuquan  | –                                                                                         | Fehlstart   |
| Jilin 1 Gaofen 03B-01 Jilin 1 Gaofen 03B-02 Jilin 1 Gaofen 03B-03 Jilin 1 Gaofen 03B-04 Jilin 1 Gaofen 03B-05 Jilin 1 Gaofen 03B-06 Jilin 1 Gaofen 03C-01 Jilin 1 Gaofen 03C-02 Jilin 1 Gaofen 03C-03 | 15. September 2020 04:06 | Langer Marsch 11H | Gelbes Meer        | 2020-065A 2020-065B 2020-065C 2020-065D 2020-065E 2020-065F 2020-065G 2020-065H 2020-065J |             |
| Jilin 1 Kuanfu-01B | 3. Juli 2021 02:51       | Langer Marsch 2D  | Kosmodrom Taiyuan  |                                                                                           |             |
| Jilin 1 Gaofen 03D01 – 03 | 3. Juli 2021 02:51       | Langer Marsch 2D  | Kosmodrom Taiyuan  |                                                                                           |             |
| Jilin 1 Mofang 01A | 3. August 2021 07:39     | Hyperbola-1       | Kosmodrom Jiuquan  | –                                                                                         | Fehlstart   |
| Jilin 1 Gaofen 02D | 27. September 2021 06:19 | Kuaizhou-1A       | Kosmodrom Jiuquan  | 2021-086A                                                                                 |             |
| Jilin 1 Gaofen 02F | 27. Oktober 2021 06:19   | Kuaizhou-1A       | Kosmodrom Jiuquan  | 2021-097A                                                                                 |             |
| Jilin 1 Gaofen 03D10 – 18 | 27. Februar 2022 03:06   | Langer Marsch 8A  | Kosmodrom Wenchang |                                                                                           |             |
| Jilin 1 Mofang 02A | 27. Februar 2022 03:06   | Langer Marsch 8A  | Kosmodrom Wenchang |                                                                                           |             |
| Jilin 1 Gaofen 03D04 – 07 | 30. April 2022 03:30     | Langer Marsch 11H | Gelbes Meer        | 2022-046B 2022-046C 2022-046D 2022-046E                                                   |             |
| Jilin 1 Gaofen 04A | 30. April 2022 03:30     | Langer Marsch 11H | Gelbes Meer        | 2022-046A                                                                                 |             |
| Jilin 1 Gaofen 03D27 – 33 | 5. Mai 2022 02:38        | Langer Marsch 2D  | Kosmodrom Taiyuan  |                                                                                           |             |
| Jilin 1 Kuanfu-01C | 5. Mai 2022 02:38        | Langer Marsch 2D  | Kosmodrom Taiyuan  |                                                                                           |             |
| Jilin 1 Mofang 01A(R) | 13. Mai 2022 07:09       | Hyperbola-1       | Kosmodrom Jiuquan  | –                                                                                         | Fehlstart   |
| Jilin 1 Gaofen 03D09 | 10. August 2022 04:50    | Langer Marsch 6   | Kosmodrom Taiyuan  |                                                                                           |             |
| Jilin 1 Gaofen 03D35 – 43 | 10. August 2022 04:50    | Langer Marsch 6   | Kosmodrom Taiyuan  |                                                                                           |             |
| Jilin 1 Hongwai A01 – 06 | 10. August 2022 04:50    | Langer Marsch 6   | Kosmodrom Taiyuan  |                                                                                           |             |
| Jilin 1 Gaofen 03D08 | 16. November 2022 06:20  | Ceres-1           | Kosmodrom Jiuquan  |                                                                                           |             |
| Jilin 1 Gaofen 03D51 – 54 | 16. November 2022 06:20  | Ceres-1           | Kosmodrom Jiuquan  |                                                                                           |             |
| Jilin 1 Gaofen 03D44 – 46 | 9. Dezember 2022 06:35   | Jielong-3         | Gelbes Meer        |                                                                                           |             |
| Jilin 1 Gaofen 03D47 – 50 | 9. Dezember 2022 06:35   | Jielong-3         | Gelbes Meer        |                                                                                           |             |
| Jilin 1 Pingtai 01A01 | 9. Dezember 2022 06:35   | Jielong-3         | Gelbes Meer        |                                                                                           |             |
| Jilin 1 Gaofen 03D34 | 15. Januar 2023 03:14    | Langer Marsch 2D  | Kosmodrom Taiyuan  |                                                                                           |             |
| Jilin 1 Mofang 02A03, 04, 07 | 15. Januar 2023 03:14    | Langer Marsch 2D  | Kosmodrom Taiyuan  |                                                                                           |             |
| Jilin 1 Hongwai A07, 08 | 15. Januar 2023 03:14    | Langer Marsch 2D  | Kosmodrom Taiyuan  |                                                                                           |             |
| Jilin 1 Gaofen 05A | 15. Juni 2023 05:30      | Langer Marsch 2D  | Kosmodrom Taiyuan  |                                                                                           |             |
| Jilin 1 Gaofen 03D19 – 26 | 15. Juni 2023 05:30      | Langer Marsch 2D  | Kosmodrom Taiyuan  |                                                                                           |             |
| Jilin 1 Gaofen 06A01 – 30 | 15. Juni 2023 05:30      | Langer Marsch 2D  | Kosmodrom Taiyuan  |                                                                                           |             |
| Jilin 1 Pingtai 02A01, 02 | 15. Juni 2023 05:30      | Langer Marsch 2D  | Kosmodrom Taiyuan  |                                                                                           |             |
| Jilin 1 Kuanfu-02A | 25. August 2023 05:59    | Ceres-1           | Kosmodrom Jiuquan  | 2023-127A                                                                                 |             |
| Jilin 1 Gaofen 04B | 21. September 2023 04:59 | Ceres-1           | Kosmodrom Jiuquan  | –                                                                                         | Fehlstart   |